# Bauerago commelinae
Bauerago commelinae är en svampart som först beskrevs av Vladimir Leontjevitj Komarov 1869–1945, och fick sitt nu gällande namn av Denchev 2003. Bauerago commelinae ingår i släktet Bauerago och familjen Microbotryaceae.   Inga underarter finns listade i Catalogue of Life.